# Alcuino de York
Alcwin o Alcuino de York (en latín conocido como Alcuinus Flaccus Albinus, York, c. 735-abadía de San Martín, Francia, 19 de mayo de 804) fue un teólogo, religioso, filósofo, gramático, matemático, erudito y pedagogo anglosajón. Es considerado el primer ministro de Educación de la Historia.

## Biografía
Vivió en Inglaterra, que por entonces era un importante foco cultural de Europa. Estudió en la escuela benedictina de York, y parece haber sido alumno de Egberto y Alberto, dos de los más importantes sacerdotes de la Inglaterra de su tiempo, que ocuparon la dignidad de Arzobispo de York.
Fue enviado a Roma por el arzobispo Eanbald I, y coincidió con Carlomagno en la ciudad de Parma en el año 781. Poco después Carlomagno, acordándose de Alcuino, lo mandó llamar a su corte de Aquisgrán (782). Participó así, junto con lo más selecto de la intelectualidad de su tiempo, en la gran reforma educacional promovida por Carlomagno. Enseñó durante ocho años en la Escuela Conventual, donde se impartía el trivium y el quadrivium. Fue nombrado abad de Ferrières y luego de San Lope de Troyes, hasta que en 796 se retiró también con el cargo de abad al monasterio de Marmoutier, fundado por San Martín de Tours donde, animado por Carlomagno, fundó una escuela. En los restantes ocho años de su vida reformó la disciplina eclesiástica, organizó una escuela y fundó una biblioteca. Falleció en el año 804.
Destacó más como ideólogo práctico, como organizador y como pedagogo que como teólogo o filósofo. Tenía por meta convertir al Imperio carolingio en una nueva Atenas o una nueva Roma, aunque ahora irradiada por el espíritu cristiano. Sostiene que a las siete artes liberales, que son las siete columnas de la sabiduría humana, deben integrarse los siete dones del Espíritu Santo. Para ello enseñó profusamente el latín, dándole nuevo brillo a un idioma que por entonces se hallaba empobrecido por el uso meramente litúrgico que se le daba en el continente europeo. Convertido en una especie de ministro de educación por Carlomagno, se rodeó de un brillante equipo formado por Pablo el Diácono, Agobardo, Clemente de Irlanda, Teodulfo de Orleáns, Paulino de Aquilea, Dungal y Pedro de Pisa entre otros.
En materias teológicas era menos original. En general toma argumentos de Boecio, Casiodoro y San Agustín para sus obras. Su mayor contribución intelectual fue la polémica que sostuvo con Elipando de Toledo y Félix de Urgel, defensores ambos del adopcionismo, variante del cristianismo que había prendido fuertemente en España, como consecuencia de su pasado visigótico arriano. Sus principales ideas están condensadas en la carta De animae ratione.
Entre los discípulos que Alcuino de York tuvo en Tours se cuentan Fredegiso de Tours, Amalario de Metz, Hilduino de Saint-Denis y Rabano Mauro, este último destacado teólogo del siglo IX.

## Obras
Las obras escritas por Alcuino, que según la crítica poseen escasa originalidad, se pueden clasificar en cinco grandes categorías: 
1. Obras pedagógicas: "De grammatica", "De dialectica", De rhetorica, el fragmento del De musica, De Orthographia y Disputatio Pippini cum Albino scholastico.
2. Obras teológicas: De animae ratione ad Eulaliam virginem, De virtutibus et vitiis ad Widonem comitem, Liber adversus Haeresim Felicis, Adversus Felicem libri VII, Adversus Elipandum libri IV, De fide sanctae et individuae Trinitatis y XXVIII quaestiones de Trinitate.
3. Obras poéticas: Oratio in nocte, De cuculo, Certamen Veris et Hiemis, De clade lindisfarnensis monasterii, etc.
4. Obras hagiográficas: De sanctis Eboracensis Ecclesiae y Vita sancti Willibrordi.
5. Obras litúrgicas: Liber Sacramentorum, De Psalmorum usu, Officia per ferias, De baptismi caeremoniis y De confessione peccatorum ad pueros s. Martini.

A este conjunto deben agregarse la importante revisión que realizó Alcuino de los textos sagrados (Interpretationes et responsiones in Genesim, Compendium in Canticum Canticorum, Commentaria super Ecclesiastem, Commentaria in s. Iohannis Evangelium, Tractatus super tres s. Pauli ad Titum, ad Philem et ad Hebraeos Epistolas, Commentarium in Apocalypsim libri V) y su valioso Epistolario, cuya importancia hemos recalcado anteriormente.
Las obras de Alcuino fueron editadas en 1777 por Froben, abad de Saint-Emmeran de Ratisbona, y en 1851 por Migne, que no quiso reproducir la edición de Froben. Las cartas, las poesías y algunas otras obras han sido editadas de forma diversa. Sin embargo, la gran mayoría de las ediciones fueron hechas hace más de un siglo y se hace necesaria hoy día una edición crítica de las obras de Alcuino hecha según las exigencias modernas de la ecdótica.
Fragmento de Epístola, donde expresa su punto de vista sobre el papel de Carlomagno como figura notable de la cristiandad de su tiempo:

Pues hasta ahora tres personas han estado en la cima de la jerarquía en el mundo: el representante de la sublimidad apostólica, vicario del bienaventurado Pedro, príncipe de los apóstoles, cuya sede ocupa. Viene después el titular de la dignidad imperial que ejerce el poder secular de la segunda Roma. De qué modo impío el jefe de este Imperio ha sido depuesto, no por extranjeros sino por los suyos y sus conciudadanos, se sabe en todas partes. Viene en tercer lugar la dignidad real que nuestro Señor Jesucristo os ha reservado para que gobernéis por ella al pueblo cristiano. Ella supera las otras dos dignidades, las eclipsa en sabiduría y las sobrepasa. Ahora, sobre ti sólo se apoya la salvación de las iglesias de Cristo, de ti esperan su salvación, de ti, vengador de crímenes, guía de los que yerran, consolador de los afligidos, sostén de los buenos.
Alcuino, Epístolas, XCV